# John Murphy Farley
John Murphy Farley, irski rimskokatoliški duhovnik, škof in kardinal, * 20. april 1842, Newtown Hamilton, † 17. september 1918.

## Življenjepis
11. junija 1870 je prejel duhovniško posvečenje v New Yorku.
18. novembra 1895 je bil imenovan za pomožnega škofa New Yorka in za naslovnega škofa sirijske Zeugme; 21. decembra istega leta je prejel škofovsko posvečenje.
15. septembra 1902 je postal nadškof New Yorka.
27. novembra 1911 je bil povzdignjen v kardinala in imenovan za kardinal-duhovnika S. Maria sopra Minerva.